# Sierra Negra (îles Galápagos)
Pour les articles homonymes, voir Sierra Negra.
La sierra Negra, en français : « montagne Noire », est un volcan bouclier situé sur l'île Isabela, dans l'archipel des Galápagos. Culminant à 1 124 mètres d'altitude, il est entouré par le volcan Alcedo au nord et le volcan Cerro Azul à l'ouest.
La sierra Negra est l'un des volcans les plus actifs des îles Galápagos, ses dernières éruptions datant du 22 au 30 octobre 2005 et depuis le 26 juin 2018 (ouverture de nombreuses fissures éruptives sur les flancs du volcan).

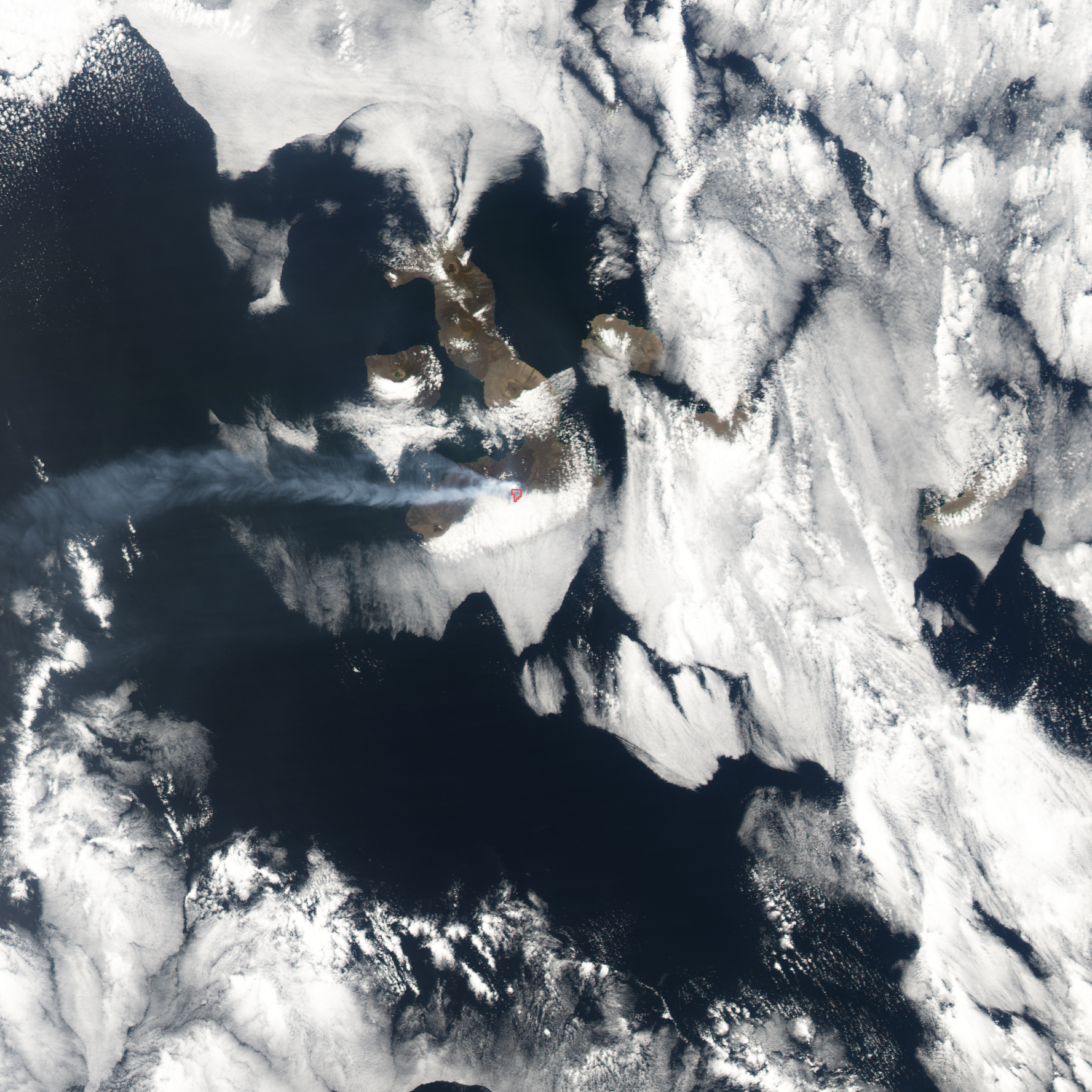
Image satellite des îles Galápagos en octobre 2005 lors de la dernière éruption de la sierra Negra dont le panache volcanique est visible dans la partie gauche de l'image.

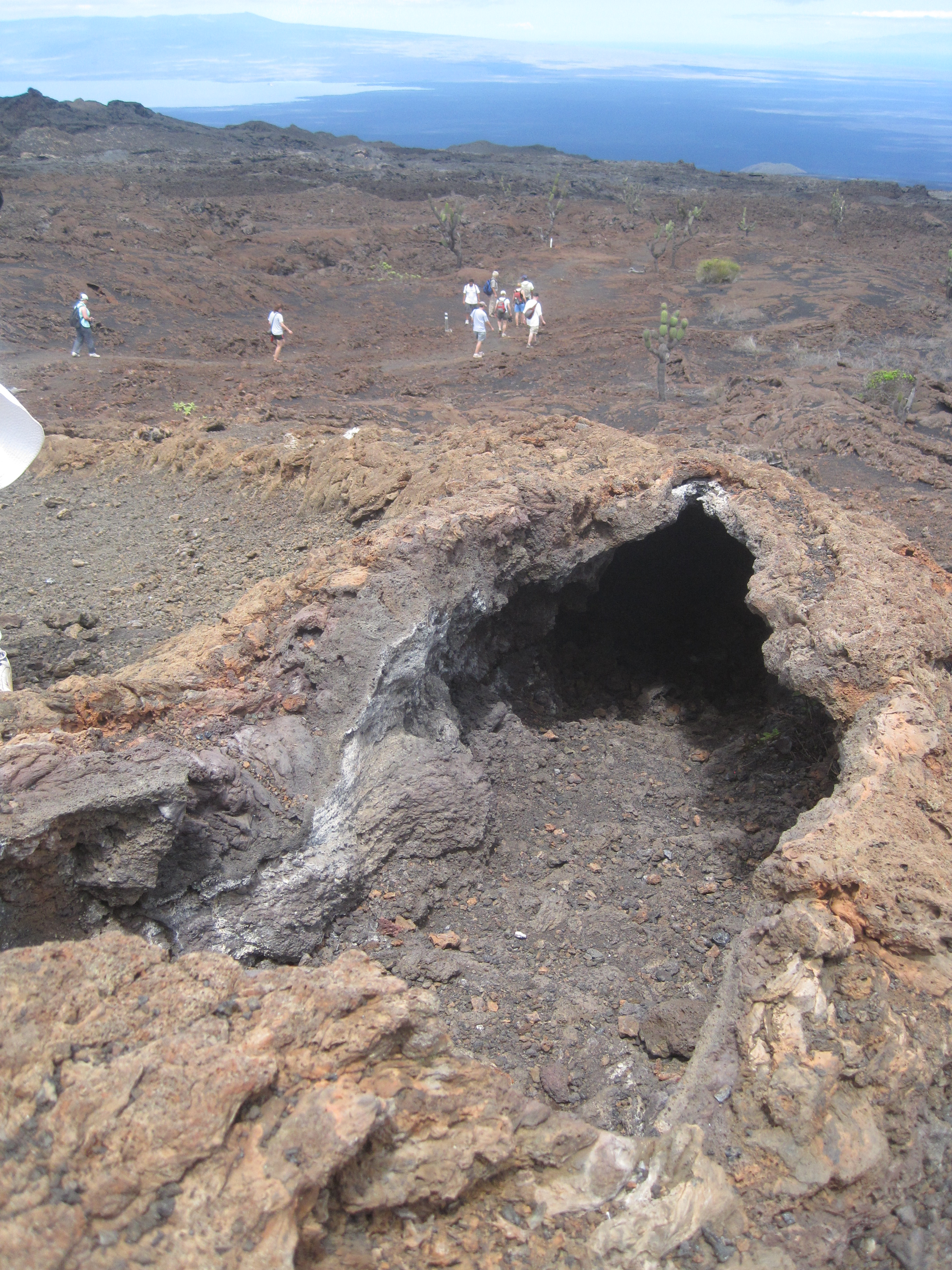
Un tunnel de lave sur le flanc nord de la sierra Negra.